# Mykel Shannon Jenkins
Mykel Shannon Jenkins (ur. 3 lipca 1969 w Luizjanie, USA) – amerykański aktor filmowy i telewizyjny. 

## Życiorys
Mykel uczęszczał na Uniwersytet Loyola w Nowym Orleanie.
Aktor ma troje dzieci, w tym dwójkę z poprzedniego związku.

## Filmografia

### Filmy
- 1999: Podwójne zagrożenie
- 2000: Baller Blockin' jako Garr
- 2003: Employee Dang jako Mike
- 2004: Stuck in the Suburbs jako VJ
- 2004: Pan 3000
- 2004: Gang Warz jako Dex
- 2006: Family Curse jako Arthur
- 2007: Positive jako Eli
- 2007: Pokerowy blef jako Gary
- 2009: My Homework Ate My Dog
- 2009: Fire Cell jako James
- 2009: Drifter: Henry Lee Lucas
- 2009: Blue Midnight jako Matt
- 2010: Champion 3: Odkupienie jako Turbo
- 2010: Louis jako Frankie Duson
- 2011: The Chicago 8
- 2013: Hollywood Chaos jako Dwayne Taylor

### Seriale
- 2003: Randka z gwiazdą
- 2004–2005: Szpital miejski jako  Byron Murphy
- 2004: Dr. Vegas jako Darrel Bay
- 2004: Misja: Epidemia jako David Thorn
- 2005: Czarodziejki jako Paul Haas
- 2006: Skazani za niewinność jako Billy Daniels
- 2006: Terapia grupowa jako Shannon
- 2007: CSI: Kryminalne zagadki Miami jako Chris Ryder
- 2007: CSI: Kryminalne zagadki Las Vegas jako Marlo Barksdale
- 2007: Brzydula Betty jako Tavares
- 2007: Ocalić Grace jako Dion Reynolds
- 2007–2008, 2009, 2010, 2012: Moda na sukces jako Charlie Baker
- 2009: CSI: Kryminalne zagadki Nowego Jorku jako Willie Burton
- 2009: The Good Guys jako Keith Williams
- 2013: The Other Door jako Mackey